# Halmkärven 2
Halmkärven 2, adress Brogatan 10, tidigare tomt nummer 110, är en byggnad vid Stora torg i centrala Halmstad. Den har fungerat som bankkontor sedan 1907.

## Historik
Huset uppfördes ursprungligen 1846–1847. Det har byggts om flera gånger, bland annat 1899. Det fick två våningar och fasad utförd i senempirestil.
År 1906 köptes fastigheten av den då nyligen bolagiserade Halmstads folkbank som flyttade dit efter ombyggnad 1907. Hotell Lugnet, som först öppnats år 1905 vid Strandgatan 3, upptog senare övervåningen på Brogatan 10. På hotell Lugnet bildades Halmstads BK den 24 februari 1914.
Den då nyligen stiftade Svenska Lantmännens Bank öppnade ett kontor i Halmstad den 21 maj 1917. Kontoret var då förlagt till Kungsgatan 1. Senare under 1917 övertogs Halmstads folkbank av Lantmannabanken som  valde att göra den övertagna byggnaden till sitt Halmstadskontor och byggde om den för detta syfte. Verksamheten flyttade till Stora torg den 23 februari 1920.
Lantmannabanken uppgick senare i Jordbrukarbanken, Kreditbanken och PK-banken. 1947–1948 genomfördes en grundlig renovering av banklokalen med Helge Danner som arkitekt. Fram till 1970-talet inhyste huset även försäkringsbolaget Hansa. I november 1973 öppnade Halmstads första Bankomat i byggnaden.
År 1989 ville PK-banken riva huset och bygga nytt eftersom det var i dåligt skick och man inte bedömde att det gick att renovera. Man fick dock nej från kommunen. Det slutade med att man behöll fasaden medan innanmätet revs, varpå en ny byggnad uppfördes bakom den gamla fasaden. Arbetet inleddes i oktober 1991 med NCC som entreprenör. Den 30 november 1992 kunde banken – som nu hette Nordbanken – nyinvigas efter en period i tillfälliga lokaler på Brogatan 17. Nordbanken gick senare ihop med Götabanken och den 3 april 1995 lades Götabankens gamla kontor på andra sidan gatan (i byggnaden Broktorp 17) ner och verksamheten samlades på Brogatan 10.
I januari 2015 meddelade Nordea att man skulle stänga bankhallen i bottenplan men fortsatt ha verksamhet i andra delar av huset. Lokalen användes senare av Kronans Apotek fram till maj 2021 och därefter av Dressmann från 2023.